# ビーフォレスト
株式会社ビーフォレスト（英語: B'Forest Inc.）は、音楽レーベル事務所、映像製作業務、建築事業、撮影レンタルスタジオ、海外事業、声優タレント事務所を業務とする。
音楽レーベル事務所のB.P.RECORDS（略称：BPR）では、「己龍」「Royz」「コドモドラゴン」などヴィジュアル系アーティストのマネージメント業務を行う。その他インディーズアーティストのCD・DVDの制作や、プローモーション・流通・コンサート企画等の業務を行う。

## 沿革
- 2002年7月5日、株式会社ビーフォレストとして設立[1][2]。
- 2007年12月12日、広告メディア業務と機材（撮影機材、照明機材、音響機材）レンタルを開始[3]
- 2009年8月28日、音楽レーベル事業・建築事業を開始[3]。
- 2015年7月6日、B.P.RECORDS オフィシャルスマートフォンサイトを開設[4]。
- 2019年5月1日、令和となった5月1日0時より全楽曲のストリーミング配信を開始[5]。
- 2022年3月9日、アイドルレーベル・Be Rise Labを新設、アイドルグループのメンバー募集開始[6]。同年11月13日、metariumデビュー[7]。

## 事業内容
- 芸能プロダクション、音楽・芸能に関するマネージメント業務
- 音楽著作権の管理及び音楽著作物の利用開発
- CD・DVD、音楽、映像等の原盤の企画・制作・販売
- 映像出版物の企画、撮影、演出、制作、編集、販売及び輸出入
- 撮影に関する機材の販売、レンタル及び輸出入
- 輸出入貿易業、輸入商品の販売
- 撮影スタジオの経営、各種写真の撮影
- テレビ、WEB等の通信網による番組の企画、制作、販売
- WEBサイトの企画、設計、開発、運営及び販売
- 各種イベントの企画、制作、運営及び広告
- 音響、照明、映像機器のレンタル及び販売
- 一般建築工事の設計、施工及び監理
- 前各号に附帯する一切の業務

## 所属アーティスト
※2024年8月時点

### バンド
- 己龍
- Royz
- コドモドラゴン

### 声優
- 來栖令奈
- 花海杏奈（花魁道中メンバー）

### アイドルグループ
- metarium - 百合園えま、星丸にっと、宇杭ういる、桃乃ひめか、安眠ぽむ、音宮らな
- 花魁道中 - 朔間宵、守逢りづ、柊千景、春麗みにょん、花海杏奈、赫月都子

## 過去の所属アーティスト
- BabyKingdom  (2021年12月11日契約終了(退所))
- 零［Hz］  (2019年8月31日契約解除)

以下のバンドは音源のみのレコード所属していたアーティスト
- LONDBOY
- LOG